# Plainview (Nebraska)
Pour les articles homonymes, voir Plainview.
Plainview est une ville américaine située dans le comté de Pierce, dans l'État du Nebraska. Sa population s'élève à 1 246 habitants lors du recensement des États-Unis de 2010, puis est estimée à 1 204 habitants en 2016.